# Luna (mitologia)
Luna (łac. Luna ‘Księżyc’, gr. Σελήνη Selḗnē ‘Księżyc’) – w mitologii rzymskiej bogini Księżyca; utożsamiana z grecką Selene.
Pierwotnie była bóstwem sabińskim. Sprowadzenie jej kultu do Rzymu (równocześnie z kultem Sola) przypisywano Tytusowi Tacjuszowi. Wcześnie utożsamiano ją z italską i rzymską Dianą.
W sztuce starożytnego Rzymu najczęściej przedstawiano ją na wzór greckiej Selene, to jest w świetlistej szacie, z półksiężycem, na rydwanie zaprzężonym w dwa konie.
W starożytnym Rzymie wzniesiono dla niej kilka świątyń, z których najważniejsza znajdowała się na Awentynie. W jej sanktuarium na Palatynie (gdzie czczono ją pod przydomkiem Noctiluca –‘Świecąca Nocą’) każdego wieczoru zapalano światło ku jej czci.
Od słowa Luna pochodzą niektóre nazwy dotyczące Księżyca (naturalnego satelity Ziemi), np. lunochemia, lunacja, lunarny, a także łacińska nazwa rodzaju roślin z rodziny kapustowatych – Lunaria (miesiącznica).